# ダーク・クライム
『ダーク・クライム』（原題:Dark Crimes）は2016年に公開された米英波合作のスリラー映画である。監督はアレクサンドロス・アヴラナス、主演はジム・キャリーが務めた。本作はデヴィッド・グランが2008年に発表した記事「True Crime: A Postmodern Murder Mystery」を原作としている。なお、本作は日本での劇場公開前にWOWOWで放送されたことがある。

## 概略
タデック刑事は数年前に発生したビジネスマンの殺人事件を追い続けていたが、手掛かりは一向に得られなかった。そんなある日、彼が推理小説を読んでいると、その小説が当該事件の描写に酷似しており、犯人しか知り得ないような情報が盛り込まれていることに気が付いた。その小説の作者、コズロフこそが犯人であると確信したタデックだったが、周囲や上司は捜査に非協力的な姿勢を見せた。やむなく、タデックは一人で捜査を続けることにしたが、予想もしなかった真実に行き着くのであった。

## キャスト
※括弧内は日本語吹替
- ジム・キャリー（西垣俊作） - タデック
- マートン・チョーカシュ - コズロフ
- シャルロット・ゲンズブール - カシア
- アガタ・クレシャ（加藤美佐） - マルタ
- カティ・オウティネン - マリノウスカ
- ズビグニェフ・ザマホフスキ - ルカスツ
- ダヌタ・コワルスカ - コズロフの母親

## 製作
2008年、デヴィッド・グランは雑誌『ニューヨーカー』に「True Crime: A Postmodern Murder Mystery」というタイトルの記事を投稿した。同記事はクリスチャン・ベラについての記事であった。ベラは自分が犯した殺人事件を題材に推理小説を執筆して公刊した。それを読んだ警察官が小説の描写と実在の事件との一致に気が付き、ベラの逮捕に至った。
2015年5月、グランの記事の映画化に際し、ジム・キャリーが主演を務めることになったと報じられた。本作の主要撮影は2015年11月12日にポーランドのクラクフで始まり、同年12月13日に終了した。

## 公開
2016年10月12日、本作はワルシャワ国際映画祭でプレミア上映されたが、その際には『True Crimes』というタイトルが使用された。2017年4月4日、サバン・フィルムズが本作の全米配給権を獲得したと報じられた。2018年1月25日、本作のタイトルが『True Crimes』から『Dark Crimes』に変更されるとの発表があった。4月11日、本作の予告編が公開された。

## 評価
本作は批評家から酷評されている。映画批評集積サイトのRotten Tomatoesには34件のレビューがあり、批評家支持率0%、平均点は10点満点で2.6点となっている。サイト側による批評家の見解の要約は「『ダーク・クライム』は退屈で面白さに欠けるスリラー映画である。同作は魅力的な実話とジム・キャリーの迫真の演技から何らのスリルも生み出せていない。」となっている。また、Metacriticには14件のレビューがあり、加重平均値は24/100となっている。